# Dillenia schlechteri
Dillenia schlechteri är en tvåhjärtbladig växtart som beskrevs av Friedrich Ludwig Diels. Dillenia schlechteri ingår i släktet Dillenia och familjen Dilleniaceae. Inga underarter finns listade i Catalogue of Life.